# Pinilla del Valle
Pinilla del Valle es un municipio y localidad española de la Comunidad de Madrid. Se sitúa en el valle del Lozoya, en la zona noroeste de la provincia, y tiene una población de 200 habitantes (INE 2024). El término municipal, que se encuentra entre los de Alameda del Valle y Lozoya, es una estrecha franja que atraviesa el valle desde el cordal que divide las provincias de Madrid y Segovia hasta la Cuerda Larga.

## Toponimia
El origen toponímico de Pinilla del Valle cuenta con dos teorías: una de ellas hace referencia a los muchos pinos que había en la zona; la otra, a una planta viscosa de la familia de las labiadas que desprende un olor parecido al pino, llamada pinillo, la que también habría abundado por aquella zona. A esto se le suma del Valle, que hace referencia al valle del Lozoya, al cual pertenece.

## Geografía
La localidad se encuentra en el norte de la Comunidad de Madrid a una altitud de 1093 m sobre el nivel del mar. El término municipal tiene una superficie de 25,84 km².
| Noroeste: Collado Hermoso (provincia de Segovia) | Norte: Torre Val de San Pedro (provincia de Segovia) | Noreste: Navafría (provincia de Segovia) |
| Oeste: Alameda del Valle                         |                                                      | Este: Lozoya                             |
| Suroeste: Alameda del Valle                      | Sur: Alameda del Valle                               | Sureste: Canencia                        |

### Clima
Pinilla del Valle posee un clima típico de montaña, con inviernos fríos y veranos templados. Las precipitaciones son mayores que en el resto de la Comunidad de Madrid y, gracias a ello, disfruta de una rica vegetación. 

### Vegetación
A orillas del embalse abundan los álamos, los bosques de fresnos y los de rebollos. En el piso superior aparecen los robledales y los pinares que sirven de frontera entre las dos Castillas. En las laderas de la montaña hay multitud de prados abiertos para el pasto de la ganadería.

## Historia

### Prehistoria

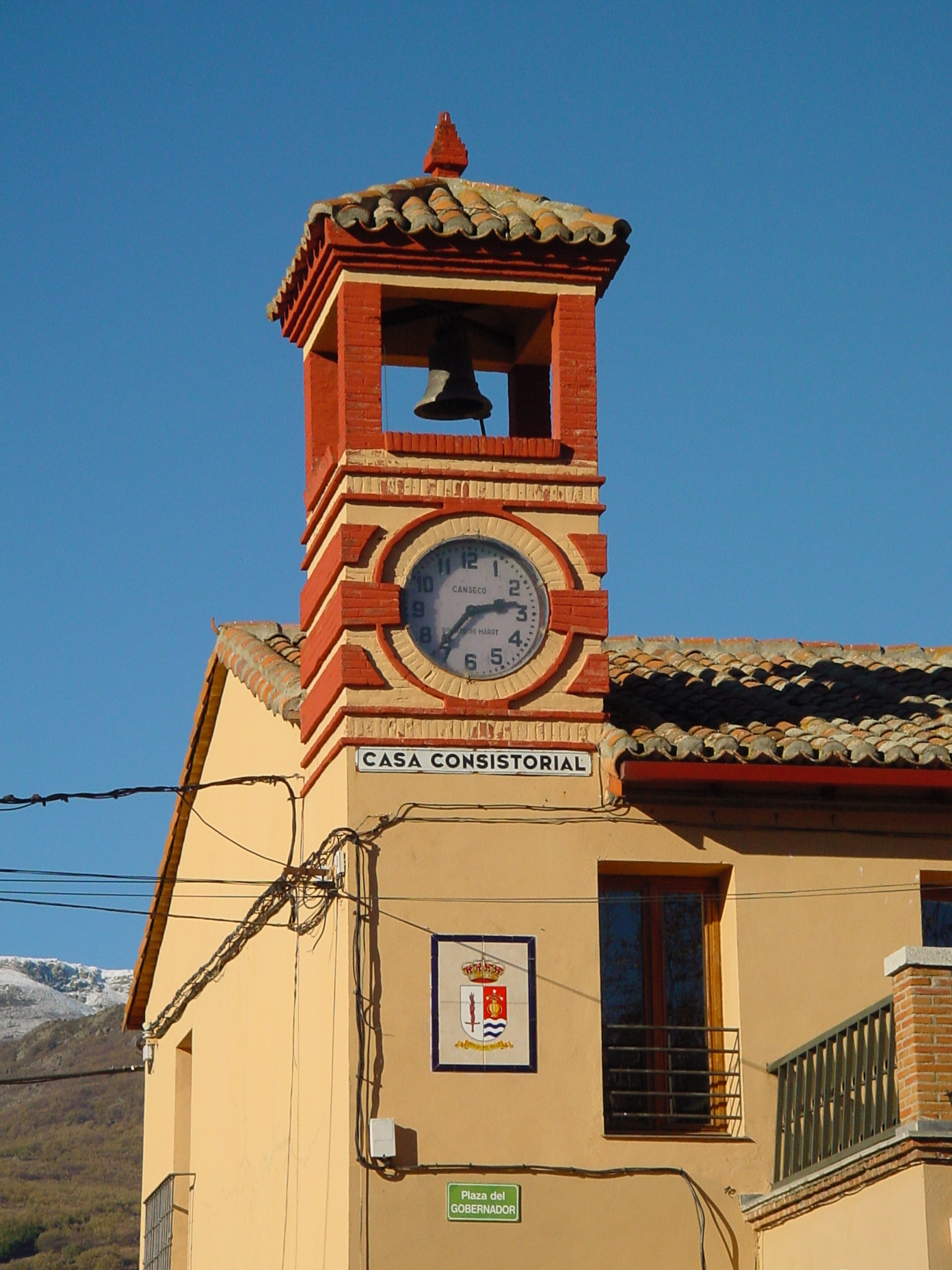
Torre del reloj de la casa consistorial de Pinilla del Valle

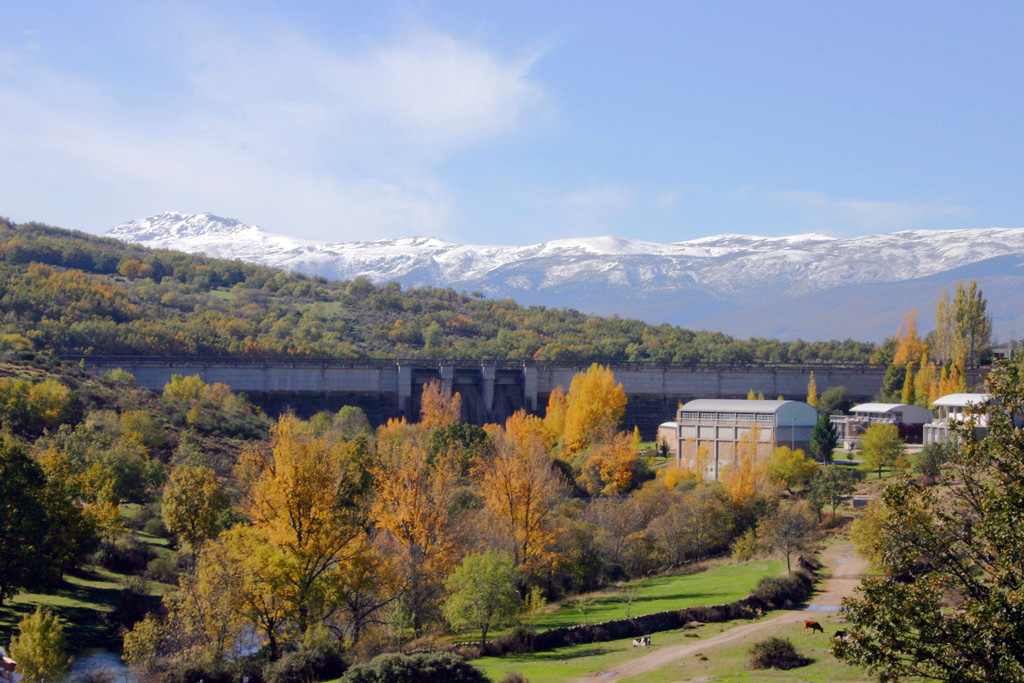
Presa de Pinilla, central hidroeléctrica y vegetación característica de la zona

En la cueva de Pinilla se han encontrado vestigios arqueológicos del Paleolítico y de la Edad de Bronce. El conocido como yacimiento de Calvero de la Higuera, junto al de Navalmaíllo y al de la cueva de la Buena Pinta están permitiendo conocer mejor el poblamiento neandertal en la península ibérica. Cada verano se abre al público el recinto para presenciar las labores de excavación, codirigidas por Juan Luis Arsuaga, Enrique Baquedano y Alfredo Pérez. La mayoría de los restos arqueológicos encontrados se exponen actualmente en el Museo Arqueológico Regional de la Comunidad de Madrid, en Alcalá de Henares.

### De la Edad Media alsigloXX
Su poblamiento definitivo, no obstante, comienza en la Edad Media a raíz de la reconquista por parte de los reyes de Castilla del valle de Lozoya. Históricamente, en 1119, casi la totalidad de la Sierra Norte fue adscrita a la Villa de Buitrago. Posteriormente, Pinilla del Valle fue integrada en el Sexmo de Lozoya que junto a todo el Valle del Lozoya perteneció a la Comunidad de Ciudad y Tierra de Segovia. En cuanto al poblamiento hay muy poca documentación de esta época. Debió realizarse por caballeros segovianos y estar culminado en el siglo XIV. El primer documento oficial en que se menciona a Pinilla del Valle es el Catastro de Ensenada de 1750. Allí se le caracteriza como realengo perteneciente a Segovia y una población de 70 vecinos. En el siglo XIX, en 1833, se culmina el proceso de nueva división provincial y judicial del territorio nacional. Los pueblos de El Valle, hasta entonces pertenecientes y estrechamente vinculados a Segovia, son adscritos a la provincia de Madrid.
A mediados del siglo XIX, el lugar contaba con una población censada de 300 habitantes. La localidad aparece descrita en el decimotercer volumen del Diccionario geográfico-estadístico-histórico de España y sus posesiones de Ultramar de Pascual Madoz de la siguiente manera:

PINILLA DEL VALLE ó DE LOZOVA: l. con ayunt. de la prov. y aud. terr. de Madrid (16 leg.), part. jud. de Torrelaguna (6), c. g. de Castilla la Nueva y dióc. de Toledo (28): sit. en la falda O. de unas sierras, á la márg. izq. del r. Lozoya y en el valle del nombre de este r.; le combaten los vientos N. y S.; el clima es frio, y sus enfermedades mas comunes intermitentes. Tiene 54 casas, la de ayunt. que á la par sirve de cárcel; escuela de instruccion primaria comun á ambos sexos, á la que concurren 32 alumnos, dotada con 600 rs.; una fuente de buenas aguas, de las cuales se utilizan los vec; una igl. parr. (San Miguel), con curato de entrada y de provision en concurso; una ermita (Ntra, Sra. de la Concepcion) propia del pueblo, y un cementerio sit. al N., que no perjudica á la salud pública. Confina el térm. N. Lozoya; E. Canencia; S. Pedrizas, y O. La Alameda; se estiende 1 1/2 leg. de N. á S., y 3/4 de E. á O.: comprende bastante monte de roble y encina, una grande y hermosa deh., con muchos fresnos, y diferentes prados naturales que crian escelente heno: el citado r. Lozoya atraviesa el térm. de O. á E., al cual se une un pequeño arrovo que se forma de las vertientes de las sierras. El terreno es de mediana calidad, y se riega en su mayor parte con las aguas que recibe de las sierras. caminos: los que dirigen á los pueblos limítrofes, en mal estado. El correo se recibe en Buitrago, por balijero. prod.: trigo tremesino, centeno, cebada, patatas, legumbres y lino; mantiene ganado lanar fino, vacuno y yeguar; cria caza de liebres, perdices, otras aves y algun jabalí, y pesca de truchas y barbos. ind.: la agrícola y un molino harinero. pobl.: 50 vec., 300 almas. cap. prod.: 771,527 rs. imp.: 42,005. contr., segun el calculo general y oficial de la prov., 9'65 por 100. El presupuesto municipal asciende á 1,600 rs., que se cubren con el prod. de propios.
(Madoz, 1849, p. 36)

Es en el primer tercio del siglo XX cuando aparecen nuevas edificaciones en el casco, con características diferentes a las tradicionales, respondiendo a modelos arquitectónicos más urbanos. El número de habitantes aumenta ligeramente hasta la mitad del siglo para empezar a descender, en un éxodo constante, en un proceso que no se detiene hasta los años 80.

#### Embalse de Pinilla
En el segundo tercio del siglo XX, tras la sequía de 1964 que obligó a imponer restricciones de agua a Madrid, el Gobierno decidió tomar el asunto del suministro de agua a la capital como una cuestión de estado. Retomando un proyecto anterior, se diseñó una presa junto al pueblo de Pinilla del Valle que retuviese las aguas del río Lozoya en la parte alta del valle, donde las precipitaciones son más abundantes y regulares.
La ejecución de esta presa de cabecera, que por las condiciones del terreno y relativa cerrada del valle aconsejaba el tipo de presa de gravedad, no presentaba ninguna dificultad y ponía su caudal regulado a disposición inmediata de los canales de conducción, al ingresar en el nudo de Torrelaguna, donde se podía conducir por cualquiera de los tres canales (Alto, Bajo y de El Atazar), asegurando un incremento de caudal regulado del orden de 1 m³/s.
Esta presa podía ser además, una pieza importante de un aprovechamiento hidroeléctrico, derivando su caudal, en lugar de por el río Lozoya, por un canal lateral hasta el arroyo de Canencia, donde podía establecerse un salto de agua para aprovechar el nivel ganado por el canal en relación con el río, y verter a éste para su posterior ingreso en el embalse de Riosequillo.
Otra ventaja añadida fue que, al formar una cadena con los restantes embalses del Lozoya, se mejoraba la autodepuración de las aguas y regulación de las mismas como embalse de cabecera del sistema.
La altura del embalse estuvo determinada por la presencia de los núcleos habitados de Pinilla del Valle y Lozoya. Es por ello que se fijó una cota máxima de 1090 m s. n. m., con la que no obstante fueron anegados doce edificios.

## Demografía
Cuenta con una población de 200 habitantes (INE 2024).
| Gráfica de evolución demográfica de Pinilla del Valle entre 1842 y 2021                                                                                                |
| |
| Población de derecho según los censos de población del INE Población de hecho según los censos de población del INEEn este censo se denominaba Pinilla de Lozoya: 1842 |

## Economía
Por el hecho de estar situado al borde mismo del embalse de Pinilla, que retiene las aguas del río Lozoya en su curso alto y el de albergar yacimientos arqueológicos de neandertales, Pinilla del Valle se ha convertido en un pueblo turístico, actividad que constituye hoy su principal fuente de ingresos. Antes de la irrupción del turismo rural, los habitantes de Pinilla del Valle vivían de la ganadería, las huertas ribereñas y las explotaciones forestales.

## Símbolos
El escudo heráldico y la bandera que representan al municipio fueron aprobados el 29 de marzo de 2001. El escudo se blasona de la siguiente manera:

Partido. Primero de plata, una espada flamígera de gules; segundo de azur, jarrón de oro con tres azucenas de su color; la punta de ondas de plata y azur. Al timbre Corona Real Española.
Boletín Oficial de la Comunidad de Madrid nº 183 de 3 de agosto de 2001

La descripción textual de la bandera es la siguiente:

De proporciones 2/3. Paño dividido diagonalmente desde la parte superior del asta al inferior del batiente, de color blanco la parte superior y rojo la inferior, sobrepuesto en el centro del Escudo Municipal.
Boletín Oficial de la Comunidad de Madrid nº 183 de 3 de agosto de 2001

## Servicios

### Educación
En Pinilla del Valle hay una guardería y un colegio de educación primaria, ambos de enseñanza pública.

## Cultura

### Arquitectura
El edificio histórico más importante de Pinilla del Valle es la iglesia de San Miguel. Situada en la plaza de la Iglesia, fue construida a finales del siglo XV aunque fue reformada en el siglo XVIII. La iglesia tiene planta rectangular y sus
muros son de mampostería rematados con cornisas de bolas. Además, destacan la capilla Mayor -cubierta con bóveda de crucería-, dos sepulcros -uno de 1488 y otro de 1503-, una pila bautismal de piedra y la portada gótica. Fue declarada Bien de Interés Cultural por el Ministerio de Cultura en 1983.

### San Miguel
Los días 29 y 30 de septiembre, se celebran estas fiestas patronales con verbenas, juegos tradicionales, concursos de disfraces, actuaciones folclóricas y comida popular.

### Feria de los oficios
Es celebrada el segundo fin de semana de septiembre. El objetivo principal que se pretende conseguir con la celebración de la Feria de los Oficios es la promoción de los recursos naturales y culturales tanto del municipio como del Valle del Lozoya. En esos días se organizan concursos, rutas para conocer los alrededores del pueblo y el mercadillo medieval, que es la atracción turística más importante de la feria. 

### Cruz de Mayo
La Cruz de Mayo se conmemora el 3 de mayo con una misa y procesión y merienda en el campo.

### Virgen de la Concepción
El tercer domingo de mayo tiene lugar esta celebración con romería a la ermita, la misa al aire libre y actuación de grupos dulzaineros.

### San Pablo
La ofrenda a San Pablo se celebra el 25 de enero con una merienda popular y actos religiosos.